# Arthur Erdélyi
Arthur Erdélyi (Budapeste, 2 de outubro de 1908 — Edimburgo, 12 de dezembro de 1977) foi um matemático de dupla nacionalidade (húngaro e britânico), que desenvolveu diversos campos na sua área.

## Biografia
Ele nasceu Arthur Diamant em Budapeste, Hungria, filho de Ignác Josef Armin Diamant e Frederike Roth. Seu nome foi mudado para Erdélyi quando sua mãe se casou novamente com Paul Erdélyi. Ele frequentou as escolas primárias e secundárias de 1914 a 1926. Seu interesse pela matemática remonta a essa época. Erdélyi era judeu e, por isso, foi difícil para ele receber educação universitária em sua Hungria, sua terra natal. Ele viajou para Brno, Tchecoslováquia, para se formar em engenharia elétrica. No entanto, depois que seu talento para a matemática foi descoberto (ele ganhou vários prêmios em uma competição em seu primeiro ano), ele foi persuadido a estudar o assunto.
Ele logo depois começou a realizar pesquisas teóricas em matemática, e seu primeiro artigo foi publicado em 1930. No final de 1936, ele já havia publicado 18 artigos, e mais 11 apareceram em 1937. No entanto, devido à ocupação alemã da Tchecoslováquia e países vizinhos, Erdélyi foi forçado a fugir do país.
Erdélyi contatou Edmund Whittaker, um colega especialista em funções hipergeométricas, pedindo sua ajuda e, logo depois, Erdélyi viajou para Edimburgo, na Escócia, após receber £ 400 para um visto de Whittaker. Ele ingressou na Universidade de Edimburgo e, após 2 anos lá, tornou-se professor no Departamento de Matemática (após obter um DSc em 1940 com base em seu já extenso trabalho publicado).
Em 1946, após a morte de Harry Bateman, Whittaker foi convidado a recomendar um matemático que pudesse iniciar a tarefa de publicar os manuscritos de Bateman: o Projeto de Manuscritos de Bateman. Erdélyi foi escolhido e, em 1947, após se naturalizar cidadão britânico, viajou para Caltech, Califórnia, como professor visitante. Ele retornou a Edimburgo em 1948, apenas para renunciar em 1949 para assumir o cargo de Professor de Matemática no Instituto de Tecnologia da Califórnia. Este foi um cargo que ele ocupou pelos próximos 15 anos, e ele manteve sua cidadania da Grã-Bretanha enquanto estava nos Estados Unidos.
Em 1964, ele retornou a Edimburgo como professor de matemática, cargo que ocupou até sua morte em 1977.
Ele morreu em Edimburgo.

## Trabalhos
- Erdélyi, Arthur; Magnus, (Hans Heinrich) Wilhelm; Oberhettinger, Fritz; Tricomi, Francesco Giacomo; Bertin, David; Fulks, Watson B.; Harvey, A. R.; Thomsen, Jr., Donald L.; Weber, Maria A.; Whitney, E. L.; Stampfel, Rosemarie (1953).  Erdélyi, Arthur, ed. Higher Transcendental Functions - Volume I - Based, in part, on notes left by Harry Bateman. (PDF). Col: Bateman Manuscript Project. I 1 ed. New York / Toronto / London: McGraw-Hill Book Company, Inc. LCCN 53-5555. Contract No. N6onr-244 Task Order XIV. Project Designation Number: NR 043-045. Order No. 19545. Consultado em 23 de julho de 2020. Cópia arquivada (PDF) em 9 de abril de 2017  (xxvi+4 errata pages+302 pages) (NB. With a preface by Mina Rees and a foreword by Earnest C. Watson. Copyright was renewed by California Institute of Technology in 1981.); Reprint: Robert E. Krieger Publishing Co., Inc., Melbourne, Florida, USA. 1981. ISBN 0-89874-069-X; Planned Dover reprint ISBN 0-486-44614-X.
- Erdélyi, Arthur; Magnus, (Hans Heinrich) Wilhelm; Oberhettinger, Fritz; Tricomi, Francesco Giacomo; Bertin, David; Fulks, Watson B.; Harvey, A. R.; Thomsen, Jr., Donald L.; Weber, Maria A.; Whitney, E. L.; Stampfel, Rosemarie (1953).  Erdélyi, Arthur, ed. Higher Transcendental Functions - Volume II - Based, in part, on notes left by Harry Bateman. (PDF). Col: Bateman Manuscript Project. II 1 ed. New York / Toronto / London: McGraw-Hill Book Company, Inc. LCCN 53-5555. Contract No. N6onr-244 Task Order XIV. Project Designation Number: NR 043-045. Order No. 19546. Consultado em 23 de julho de 2020. Cópia arquivada (PDF) em 9 de abril de 2017  (xvii+1 errata page+396 pages) (NB. Copyright was renewed by California Institute of Technology in 1981.); Reprint: Robert E. Krieger Publishing Co., Inc., Melbourne, Florida, USA. 1981. ISBN 0-89874-069-X; Planned Dover reprint: ISBN 0-486-44615-8.
- Erdélyi, Arthur; Magnus, (Hans Heinrich) Wilhelm; Oberhettinger, Fritz; Tricomi, Francesco Giacomo; Bertin, David; Fulks, Watson B.; Harvey, A. R.; Thomsen, Jr., Donald L.; Weber, Maria A.; Whitney, E. L.; Stampfel, Rosemarie (1955).  Erdélyi, Arthur, ed. Higher Transcendental Functions - Volume III - Based, in part, on notes left by Harry Bateman. (PDF). Col: Bateman Manuscript Project. III 1 ed. New York / Toronto / London: McGraw-Hill Book Company, Inc. LCCN 53-5555. Contract No. N6onr-244 Task Order XIV. Project Designation Number: NR 043-045. Order No. 19547. Consultado em 23 de julho de 2020. Cópia arquivada (PDF) em 9 de abril de 2017  (xvii+292+2 pages) (NB. Copyright was renewed by California Institute of Technology in 1983.); Reprint: Robert E. Krieger Publishing Co., Inc., Melbourne, Florida, USA. 1981. ISBN 0-89874-069-X; Planned Dover reprint ISBN 0-486-44616-6.
- Erdélyi, Arthur; Magnus, (Hans Heinrich) Wilhelm; Oberhettinger, Fritz; Tricomi, Francesco Giacomo; Bertin, David; Fulks, Watson B.; Harvey, A. R.; Thomsen, Jr., Donald L.; Weber, Maria A.; Whitney, E. L.; Stampfel, Rosemarie (1954).  Erdélyi, Arthur, ed. Tables of Integral Transforms - Volume I - Based, in part, on notes left by Harry Bateman. (PDF). Col: Bateman Manuscript Project. I 1 ed. New York / Toronto / London: McGraw-Hill Book Company, Inc. LCCN 54-6214. Contract No. N6onr-244 Task Order XIV. Project Designation Number: NR 043-045. Order No. 19549. Consultado em 23 de julho de 2020. Cópia arquivada (PDF) em 4 de julho de 2020  (xx+391 pages including 1 errata page, red cloth hardcover)
- Erdélyi, Arthur; Magnus, (Hans Heinrich) Wilhelm; Oberhettinger, Fritz; Tricomi, Francesco Giacomo; Bertin, David; Fulks, Watson B.; Harvey, A. R.; Thomsen, Jr., Donald L.; Weber, Maria A.; Whitney, E. L.; Stampfel, Rosemarie (1954).  Erdélyi, Arthur, ed. Tables of Integral Transforms - Volume II - Based, in part, on notes left by Harry Bateman. (PDF). Col: Bateman Manuscript Project. II 1 ed. New York / Toronto / London: McGraw-Hill Book Company, Inc. LCCN 54-6214. Contract No. N6onr-244 Task Order XIV. Project Designation Number: NR 043-045. Order No. 19550. Consultado em 23 de julho de 2020. Cópia arquivada (PDF) em 4 de julho de 2020  (xvi+451 pages, red cloth hardcover)
- Erdélyi, Arthur (1956). Asymptotic expansions. New York, USA: Dover Publications, Inc. (vi+108 pages)
- Erdélyi, Arthur (1959). Lectures on Mikusiński's theory of operational calculus and generalized functions. Pasadena, California, USA: California Institute of Technology (iii+137 pages)
- Erdélyi, Arthur (1962). Operational calculus and generalized functions. New York, USA: Holt, Rinehart and Winston (viii+103 pages)